# Magnus Pehrsson
Magnus Pehrsson (født 25. februar 1976) er en svensk tidligere fodboldspiller og nuværende fodboldtræner, der fra januar 2009 til oktober 2010 var cheftræner for AaB.
Han startede sin trænerkarriere som assitenttræner for den tidligere FC København-træner Kent Karlsson i Åtvidabergs FF, siden blev han cheftræner for IK Sirius, GAIS og AaB.
Pehrsson fik debut som cheftræner i AaB den 18. februar 2009, med en imponerende 3-0 sejr på hjemmebane i UEFA Cuppen mod spanske Deportivo La Coruna. Den 11. oktober 2010 blev Magnus Pehrsson fyret som træner i AaB, efter en historisk dårlig sæsonstart.. Han blev erstattet af den tidligere Horsens- og Brøndbytræner, Kent Nielsen.